# Alterna Stade poitevin Volley-Ball
Cet article concerne la section volley-ball du Stade Poitevin. Pour le club omnisports, voir Stade poitevin (omnisports).
Maillots
Actualités
Dernière mise à jour : 10 novembre 2023.
L'Alterna Stade Poitevin Volley-Ball, abrégé en Alterna SPVB, est un club de volley-ball français fondé en 2012 et basé à Poitiers, évoluant depuis la saison 2015-2016 en Marmara SpikeLigue (première division nationale).
Il est né des cendres du Stade Poitevin Volley-Ball, club fondé en 1973 et disparu en 2012 après liquidation judiciaire.
La salle omnisports de la Ganterie, aujourd'hui salle Frédéric Lawson-Body , nommée en  l'honneur de l'ancien joueur de l'équipe, Frédéric Lawson-Body, décédé d'une méningite bactérienne, abrite les fans de l'Alterna Stade Poitevin Volley-Ball.

## Historique
- 1973 : création du Stade Poitevin Volley-Ball, section volley-ball du Stade Poitevin
- 1988 : champion de France de Nationale 1B et montée en Nationale 1A
- 1989 : le club redescend en Nationale 1B
- 1992 : champion de France de Nationale 1B et montée en Nationale 1A
- 1996 : Vainqueur de la Coupe de France
- 1999 : champion de France
- 2002 : Vainqueur de la Coupe de France pour la 2e fois
- 2011 : champion de France pour la 2e fois
- 2012 : Liquidation judiciaire du club à la suite du dépôt de bilan
- juin 2012 : refondation d'un nouveau club, sous le nom de Stade Poitevin Volley Beach qui, pour sa 1re année d'existence, termine 3e du  Championnat de France Élite
- 2014 : Vainqueur de la Coupe de France amateur, champion de France Élite et accession du club en Ligue B
- 2015 : 1er de la phase régulière du Championnat de France de Ligue B, demi-finaliste des Playoffs et accession en Ligue A
- 2020 : Vainqueur de la Coupe de France pour la 3e fois
- 2023 : renommage du Stade Poitevin Volley Beach en Alterna Stade Poitevin Volley-Ball, à la suite d'un contrat de naming avec l'entreprise Alterna (filiale de l'entreprise Sorégies)

## Bilan sportif

### Palmarès

#### Stade Poitevin Volley-Ball
- Championnat de France de volley-ball masculin (2)
  - Champion : 1999, 2011
  - Finaliste : 2000, 2007, 2008, 2012
- Championnat de France de volley-ball masculin de Ligue B 
  - Champion : 1988, 1992
- Coupe de France de volley-ball masculin (2)
  - Vainqueur : 1996, 2002
  - Finaliste : 2003

#### Alterna Stade Poitevin Volley-Ball
- Championnat de France de volley-ball masculin
  - Finaliste : 2025
- Championnat de France de volley-ball masculin de Ligue B 
  - Premier de la phase régulière : 2015
- Championnat de France d'Élite (1)
  - Champion : 2014
- Coupe de France de volley-ball masculin (1)
  - Vainqueur : 2020[3]
- Coupe de France de volley-ball masculin amateur 
  - Vainqueur : 2014

### Bilan saison par saison
| Saison                             | Championnat national | Championnat national | Championnat national | Championnat national | Championnat national | Championnat national | Championnat national | Championnat national | Championnat national | Coupe de France     | Supercoupe de France | Compétitions européennes | Compétitions européennes        |
| Saison                             | Niveau               | Division             | Classement           | Pts                  | MJ                   | V                    | D                    | Playoffs             | Playdowns            | Coupe de France     | Supercoupe de France | Compétition              | Résultat                        |
| ---------------------------------- | -------------------- | -------------------- | -------------------- | -------------------- | -------------------- | -------------------- | -------------------- | -------------------- | -------------------- | ------------------- | -------------------- | ------------------------ | ------------------------------- |
| Stade Poitevin Volley-Ball         |                      |                      |                      |                      |                      |                      |                      |                      |                      |                     |                      |                          |                                 |
| 1973-1974                          |                      | ?                    |                      |                      |                      |                      |                      | ?                    | -                    | ?                   | -                    | -                        | -                               |
| 1974-1975                          |                      | ?                    |                      |                      |                      |                      |                      | ?                    | -                    | ?                   | -                    | -                        | -                               |
| 1975-1976                          |                      | ?                    |                      |                      |                      |                      |                      | ?                    | -                    | ?                   | -                    | -                        | -                               |
| 1976-1977                          |                      | ?                    |                      |                      |                      |                      |                      | ?                    | -                    | ?                   | -                    | -                        | -                               |
| 1977-1978                          |                      | ?                    |                      |                      |                      |                      |                      | ?                    | -                    | ?                   | -                    | -                        | -                               |
| 1978-1979                          |                      | ?                    |                      |                      |                      |                      |                      | ?                    | -                    | ?                   | -                    | -                        | -                               |
| 1979-1980                          |                      | ?                    |                      |                      |                      |                      |                      | ?                    | -                    | ?                   | -                    | -                        | -                               |
| 1980-1981                          |                      | ?                    |                      |                      |                      |                      |                      | ?                    | -                    | ?                   | -                    | -                        | -                               |
| 1981-1982                          |                      | ?                    |                      |                      |                      |                      |                      | ?                    | -                    | ?                   | -                    | -                        | -                               |
| 1982-1983                          |                      | ?                    |                      |                      |                      |                      |                      | ?                    | -                    | ?                   | -                    | -                        | -                               |
| 1983-1984                          |                      | ?                    |                      |                      |                      |                      |                      | ?                    | -                    | ?                   | -                    | -                        | -                               |
| 1984-1985                          |                      | ?                    |                      |                      |                      |                      |                      | ?                    | -                    | ?                   | -                    | -                        | -                               |
| 1985-1986                          |                      | ?                    |                      |                      |                      |                      |                      | ?                    | -                    | ?                   | -                    | -                        | -                               |
| 1986-1987                          |                      | ?                    |                      |                      |                      |                      |                      | ?                    | -                    | ?                   | -                    | -                        | -                               |
| 1987-1988                          | II                   | Nationale 1B         |                      |                      |                      |                      |                      | ?                    | -                    | ?                   | -                    | -                        | -                               |
| 1988-1989                          | I                    | Nationale 1A         | 9e/10                |                      |                      |                      |                      | ?                    | -                    | ?                   | -                    | -                        | -                               |
| 1989-1990                          | II                   | Nationale 1B         |                      |                      |                      |                      |                      | ?                    | -                    | ?                   | -                    | -                        | -                               |
| 1990-1991                          | I                    | Nationale 1A         | 10e/10               | 19                   | 18                   | 1                    | 17                   | ?                    | -                    | ?                   | -                    | -                        | -                               |
| 1991-1992                          | II                   | Nationale 1B         |                      |                      |                      |                      |                      | ?                    | -                    | ?                   | -                    | -                        | -                               |
| 1992-1993                          | I                    | Nationale 1A         | 6e/12                | 34                   | 22                   | 12                   | 10                   | Tour préliminaire    | -                    | ?                   | -                    | -                        | -                               |
| 1993-1994                          | I                    | Nationale 1A         | 7e/12                | 33                   | 22                   | 11                   | 11                   | Quarts de finale     | -                    | ?                   | -                    | -                        | -                               |
| 1994-1995                          | I                    | Nationale 1A         | 2e/12                | 39                   | 22                   | 17                   | 5                    | 4e place             | -                    | ?                   | -                    | -                        | -                               |
| 1995-1996                          | I                    | Nationale 1A         | 3e/12                | 38                   | 22                   | 16                   | 6                    | Demi-finale          | -                    | Vainqueur           | -                    | -                        | -                               |
| 1996-1997                          | I                    | Pro A                | 4e/14                | 44                   | 26                   | 18                   | 8                    | Poules               | -                    | ?                   | -                    | C2                       | Tour principal                  |
| 1997-1998                          | I                    | Pro A                | 4e/14                | 46                   | 26                   | 20                   | 6                    | 4e place             | -                    | ?                   | -                    | -                        | -                               |
| 1998-1999                          | I                    | Pro A                | 1er/13               | 47                   | 24                   | 23                   | 1                    | Vainqueur            | -                    | ?                   | -                    | C3                       | ?                               |
| 1999-2000                          | I                    | Pro A                | 3e/14                | 44                   | 26                   | 18                   | 8                    | Finaliste            | -                    | ?                   | -                    | C1                       | Tours de poules                 |
| 2000-2001                          | I                    | Pro A                | 4e/14                | 44                   | 26                   | 18                   | 8                    | Demi-finale          | -                    | ?                   | -                    | C3                       | ?                               |
| 2001-2002                          | I                    | Pro A                | 8e/13                | 36                   | 24                   | 12                   | 12                   | Quarts de finale     | -                    | Vainqueur           | -                    | C3                       | Demi-finale                     |
| 2002-2003                          | I                    | Pro A                | 7e/14                | 38                   | 26                   | 12                   | 14                   | -                    | -                    | Finaliste           | -                    | C1                       | Quarts de finale                |
| 2003-2004                          | I                    | Pro A                | 5e/14                | 42                   | 26                   | 16                   | 10                   | Quarts de finale     | -                    | ?                   | -                    | C3                       | Quarts de finale                |
| 2004-2005                          | I                    | Pro A                | 6e/14                | 42                   | 26                   | 16                   | 10                   | Quarts de finale     | -                    | ?                   | -                    | C3                       | Huitièmes de finale             |
| 2005-2006                          | I                    | Pro A                | 3e/14                | 54                   | 26                   | 18                   | 8                    | Quarts de finale     | -                    | ?                   | -                    | -                        | -                               |
| 2006-2007                          | I                    | Pro A                | 3e/14                | 54                   | 26                   | 18                   | 8                    | Finaliste            | -                    | ?                   | -                    | C3                       | Demi-finale                     |
| 2007-2008                          | I                    | Pro A                | 4e/14                | 50                   | 26                   | 17                   | 9                    | Finaliste            | -                    | ?                   | -                    | C2 C3                    | Seizièmes de finale Demi-finale |
| 2008-2009                          | I                    | Pro A                | 1er/14               | 63                   | 26                   | 21                   | 5                    | Quarts de finale     | -                    | ?                   | -                    | C2                       | Quarts de finale                |
| 2009-2010                          | I                    | Ligue A              | 4e/16                | 59                   | 30                   | 21                   | 9                    | Demi-finale          | -                    | ?                   | -                    | C3                       | Quarts de finale                |
| 2010-2011                          | I                    | Ligue A              | 2e/14                | 55                   | 26                   | 19                   | 7                    | Vainqueur            | -                    | ?                   | -                    | C2                       | Huitièmes de finale             |
| 2011-2012                          | I                    | Ligue A              | 2e/14                | 54                   | 26                   | 20                   | 6                    | Finaliste            | -                    | ?                   | -                    | C1                       | Playoffs à 12                   |
| Stade Poitevin Volley Beach        |                      |                      |                      |                      |                      |                      |                      |                      |                      |                     |                      |                          |                                 |
| 2012-2013                          | III                  | Élite                | 3e/?                 | ?                    | ?                    | ?                    | ?                    | ?                    | -                    | ?                   | -                    | -                        | -                               |
| 2013-2014                          | III                  | Élite                | 1er/8 (groupe B)     | 38                   | 14                   | 13                   | 1                    | Vainqueur            | -                    | Vainqueur (amateur) | -                    | -                        | -                               |
| 2014-2015                          | II                   | Ligue B              | 1er/14               | 63                   | 26                   | 21                   | 5                    | Demi-finale          | -                    | ?                   | -                    | -                        | -                               |
| 2015-2016                          | I                    | Ligue A              | 8e/14                | 41                   | 26                   | 15                   | 11                   | Quarts de finale     | -                    | ?                   | -                    | -                        | -                               |
| 2016-2017                          | I                    | Ligue A              | 8e/12                | 31                   | 22                   | 9                    | 13                   | Quarts de finale     | -                    | Quarts de finale    | -                    | -                        | -                               |
| 2017-2018                          | I                    | Ligue A              | 5e/12                | 37                   | 22                   | 13                   | 9                    | Quarts de finale     | -                    | Demi-finale         | -                    | -                        | -                               |
| 2018-2019                          | I                    | Ligue A              | 7e/13                | 35                   | 24                   | 12                   | 12                   | Quarts de finale     | -                    | Quarts de finale    | -                    | C3                       | Demi-finale                     |
| 2019-2020                          | I                    | Ligue A              | 7e/14                | 34                   | 24                   | 11                   | 13                   | non disputées        | -                    | Vainqueur           | -                    | -                        | -                               |
| 2020-2021                          | I                    | Ligue A              | 8e/14                | 41                   | 26                   | 14                   | 12                   | Quarts de finale     | -                    | annulée             | -                    | -                        | -                               |
| 2021-2022                          | I                    | Ligue A              | 11e/14               | 28                   | 25                   | 8                    | 17                   | -                    | 1er                  | Quarts de finale    | -                    | -                        | -                               |
| 2022-2023                          | I                    | Ligue A              | 10e/14               | 30                   | 26                   | 11                   | 15                   | -                    | -                    | Demi-finale         | -                    | -                        | -                               |
| Alterna Stade Poitevin Volley-Ball |                      |                      |                      |                      |                      |                      |                      |                      |                      |                     |                      |                          |                                 |
| 2023-2024                          | I                    | Marmara SpikeLigue   | 11e/14               | 30                   | 26                   | 11                   | 15                   | -                    | -                    | Demi-finale         | -                    | -                        | -                               |
| 2024-2025                          | I                    | Marmara SpikeLigue   | 6e/13                | 40                   | 24                   | 14                   | 10                   | Finaliste            | -                    | Quarts de finale    | -                    | -                        | -                               |
| 2025-2026                          | I                    | Marmara SpikeLigue   | ?e/14                |                      | 26                   |                      |                      | -                    | -                    | -                   | -                    | C2                       | -                               |

## Joueurs et personnalités du club

### Entraîneurs
- 1986-1990/1994-1998 :  Jean-Michel Roche
- 1998-2000 : / Éric Ngapeth
- 2000-2004 :  Marc Francastel
- 2004-2006 :  Martin Teffer
- 2006-2013 :  Olivier Lecat
- 2013-2024 :  Brice Donat
- 2024- :  Dan Lewis

### Effectif actuel (2025-2026)
| No                                     | Nom                                    | Date de naissance                      | Taille                       | Poids                        | Poste                        |
| -------------------------------------- | -------------------------------------- | -------------------------------------- | ---------------------------- | ---------------------------- | ---------------------------- |
|                                        |                                        |                                        |                              |                              |                              |
| Encadrement technique                  | Encadrement technique                  |                                        | Légende                      | Légende                      | Légende                      |
| Entraîneur : Dan Lewis                 | Entraîneur : Dan Lewis                 | Entraîneur : Dan Lewis                 | : Capitaine                  | : Capitaine                  | : Capitaine                  |
| Entraîneur(s) adjoint(s) : Kévin Cerda | Entraîneur(s) adjoint(s) : Kévin Cerda | Entraîneur(s) adjoint(s) : Kévin Cerda | : Joueur blessé actuellement | : Joueur blessé actuellement | : Joueur blessé actuellement |
| Manager général : Cédric Énard         |                                        |                                        |                              |                              |                              |

| Équipe type : Stade Poitevin                                                                              |
| \| Chaboissant · # ? Pujol · # 20 Maase · # ? Nikolić · # 1 Picard · # ? Magnin · # 5 Massimino · # 19 \| |
| Chaboissant · # ? Pujol · # 20 Maase · # ? Nikolić · # 1 Picard · # ? Magnin · # 5 Massimino · # 19       |

| Chaboissant · # ? Pujol · # 20 Maase · # ? Nikolić · # 1 Picard · # ? Magnin · # 5 Massimino · # 19 |

## Logos

Logo du Stade Poitevin Volley-Ball
Logo du Stade Poitevin Volley Beach entre 2012 et 2015
Logo du Stade Poitevin Volley Beach entre 2015 et 2023
Logo de l'Alterna SPVB depuis 2023